# La Isabela

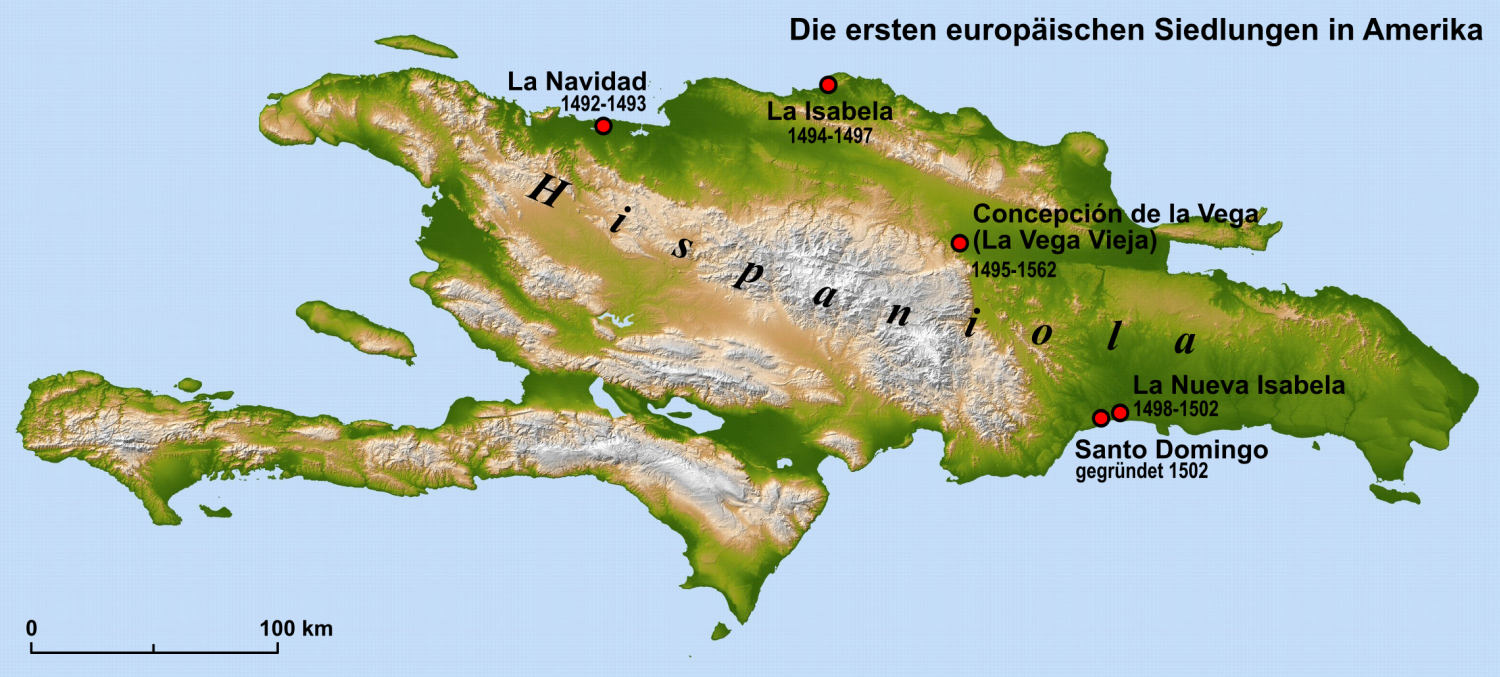

La Isabela war die erste von Europäern planmäßig angelegte Siedlung auf amerikanischem Boden. Sie wurde von Christoph Kolumbus an der Nordküste der Insel Hispaniola gegründet.

## Entstehung

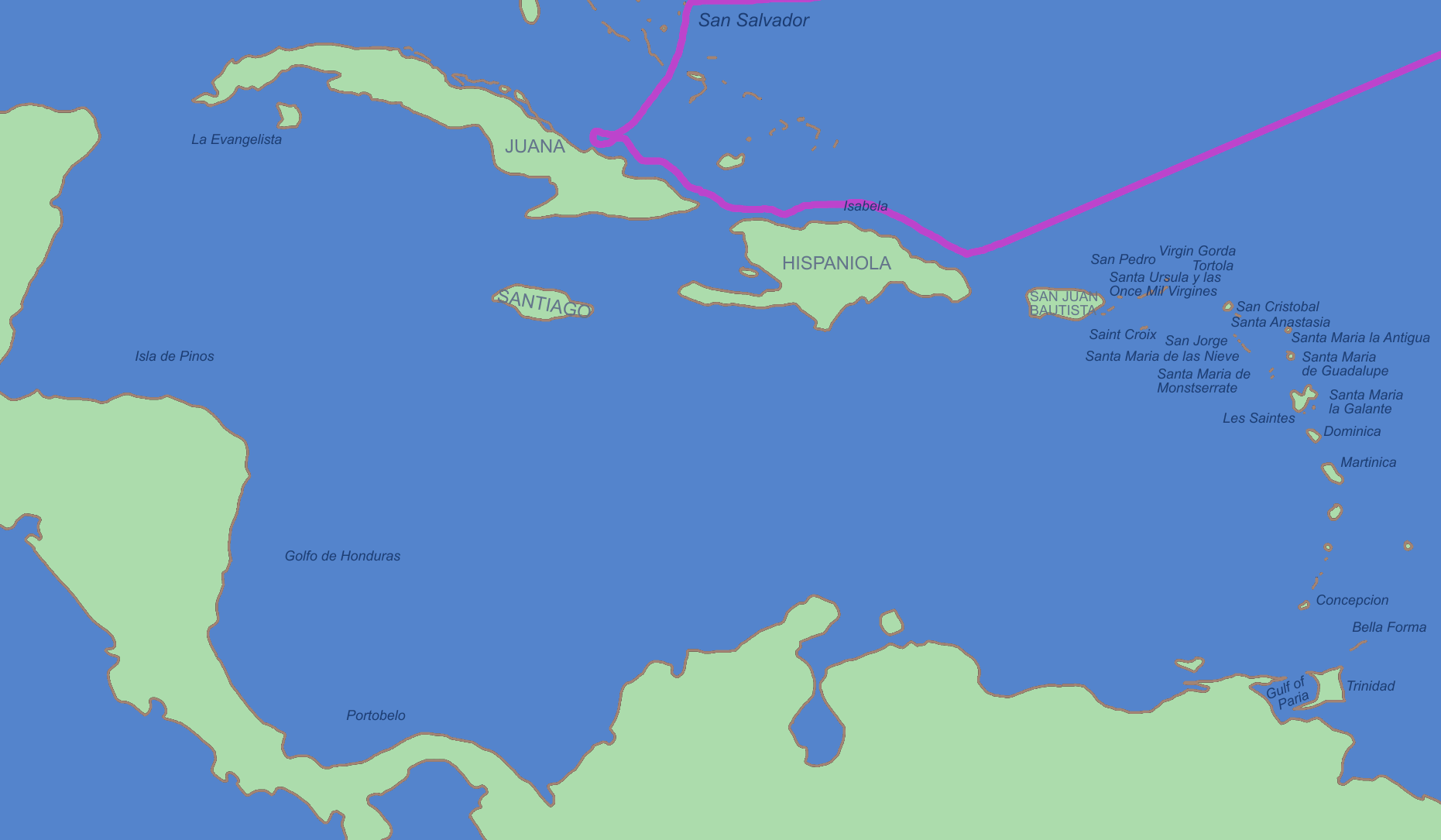
Columbus’ erste Reise, Entdeckung Amerikas.

Auf seiner zweiten Amerika-Reise (1493–1496) führte Christoph Kolumbus eine Flotte von 17 Schiffen an, die zwischen 1200 und 1500 Mann zu der von ihm im Vorjahr entdeckten Insel Hispaniola transportierte. Das ebenfalls im Vorjahr angelegte Fort La Navidad war zerstört worden. Auf der Suche nach einer geeigneten Stelle für eine Siedlung segelte Kolumbus von dort aus ostwärts und landete am 8. Dezember 1493 in der Bucht, in der er dann im Januar 1494 La Isabela gründete. Benannt wurde die Siedlung nach Isabella I. von Kastilien, der spanischen Monarchin, die Kolumbus zeit ihres Lebens gefördert hatte. Offizielles Gründungsdatum ist der 6. Januar.

## Entwicklung und Probleme

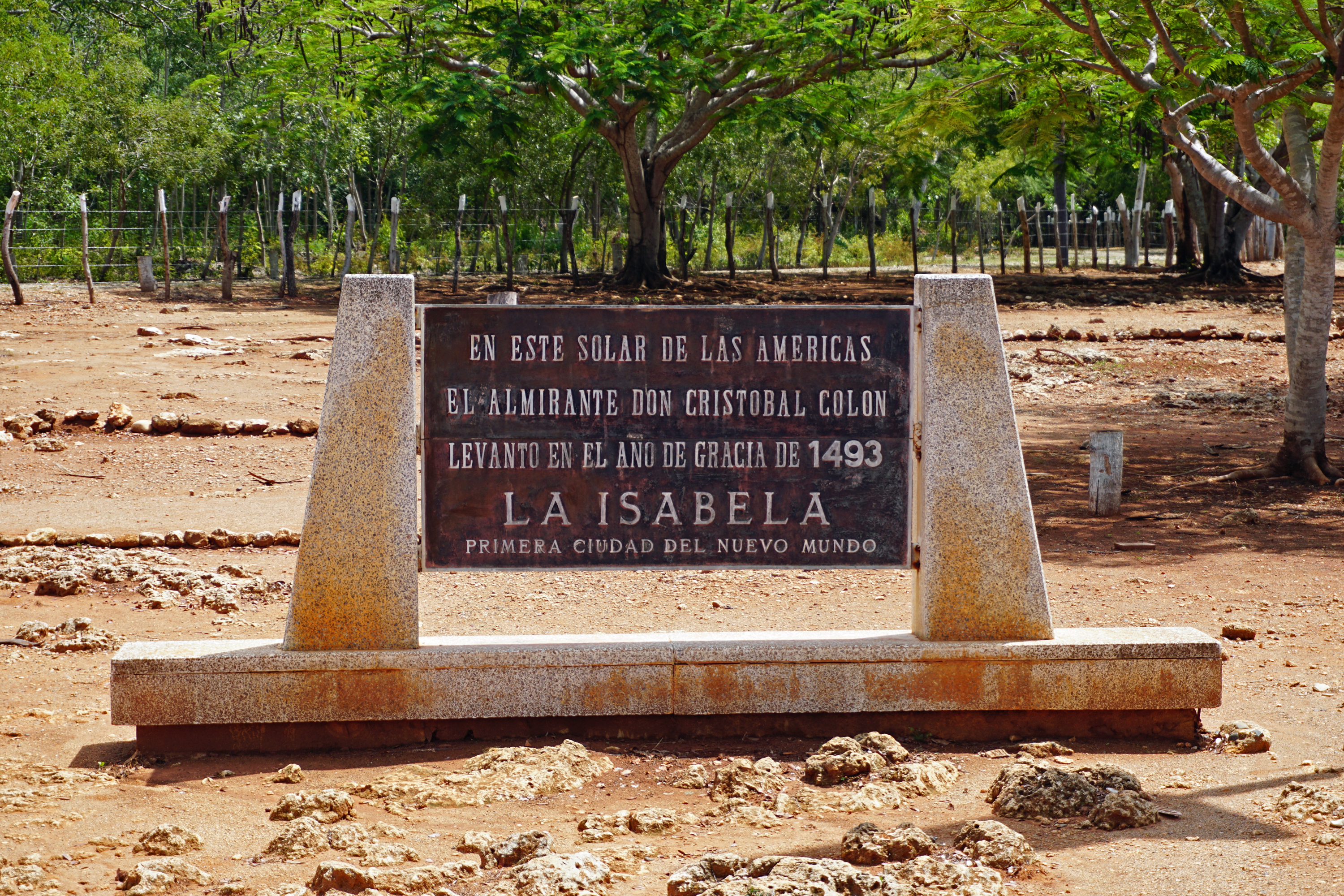
Gedenktafel

Die Indianer, die den Siedlern zunächst freundlich gesinnt waren, wurden aufgrund schlechter Behandlung zu Feinden. Dies veranlasste Kolumbus zu einem Feldzug gegen die einheimische Bevölkerung, auf dem er 1600 Taíno versklavte. Diese Versklavung verstieß gegen Anordnungen des spanischen Königshauses. Ferdinand II. und Isabella I. hatten Kolumbus aufgetragen, die Ureinwohner freundlich zu behandeln, weil sie in ihnen zukünftige Christen sahen. Dennoch verschiffte Kolumbus 550 Ureinwohner. Auf der Überfahrt starb beinahe die Hälfte davon. Die Überlebenden wurden nach ihrer Ankunft in Spanien auf Betreiben Isabellas befreit und zurückverschifft.
Offiziell eine Faktorei (factoría) oder Handelsniederlassung, hatten ihre spanischen Bewohner von Anfang an mit Problemen zu kämpfen. Es gab nicht genügend Nahrungsmittel; viele Spanier wurden krank und starben. Außerdem gab es von Seiten spanischer Edelleute, u. a. unter Francisco Roldán, Widerstand gegen den Ausländer Kolumbus und die Art, wie er La Isabela verwaltete. Ein Teil der Siedler kehrte bereits im Februar 1494 nach Europa zurück. Die Kolonie war nicht in der Lage, sich selbst zu versorgen. Es kam außerdem zu kriegerischen Auseinandersetzungen mit den Taíno.
Von La Isabela aus wurde zur Befriedung der Taíno und zur Sicherung von Goldvorkommen im Inselinneren mehrere Festungen angelegt. In La Vega Vieja in der Nähe des heutigen Concepción de la Vega bildete sich bald eine schnell wachsende Siedlung, die bis 1562 bestand.

## Ende

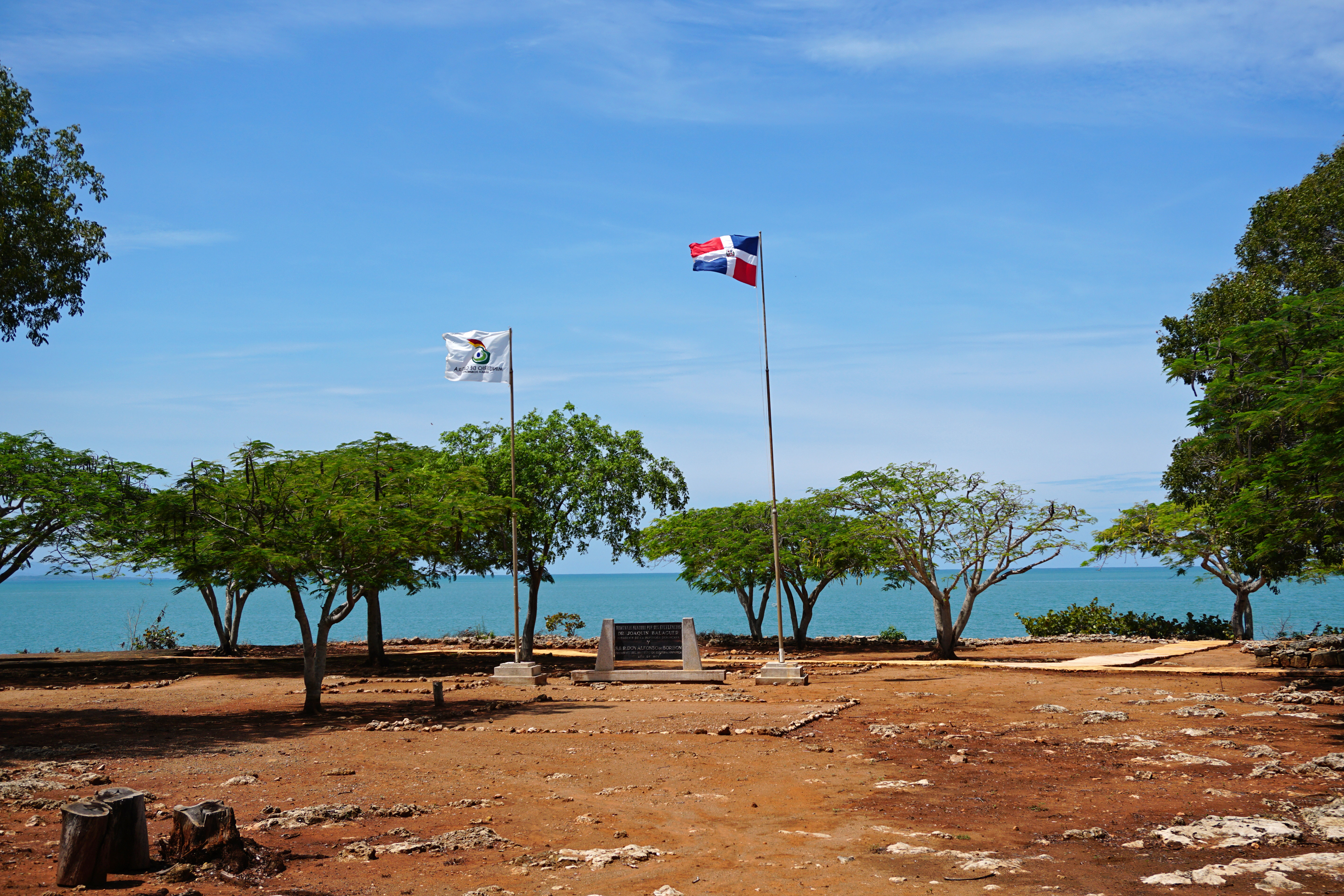
La Isabela, Zustand 2019

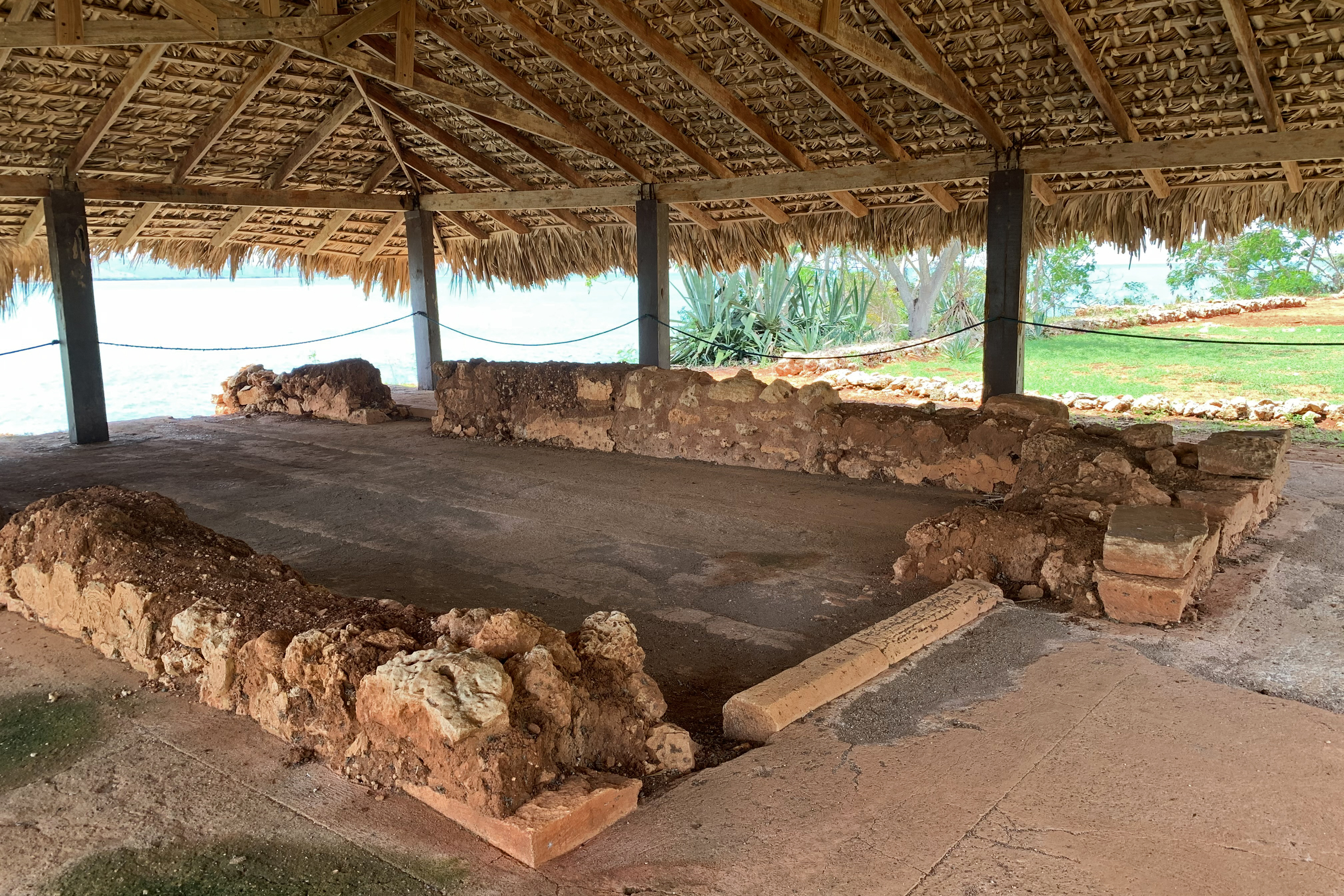
Kolumbus-Haus

Als Kolumbus im März 1496 nach Spanien zurückkehrte, gründete sein Bruder Bartolomeo an der Südküste eine neue Siedlung, die dann Santo Domingo genannt wurde. Als Gründe hierfür werden das bessere Klima und die Goldfunde in der Nähe von Santo Domingo genannt.
Weil in La Isabela kein Schiff zurückgeblieben war, mussten die Spanier die Insel zu Fuß durchqueren, um die neue Stadt zu erreichen. Der Umzug zog sich bis in das Jahr 1497 hin. Dann wurde La Isabela aufgegeben.

## Lage
La Isabela liegt nördlich des Flusses Río Bajabonico bei dem heutigen Dorf El Castillo, ungefähr 20 km westlich vom heutigen Luperón und etwa 50 km westlich von der heutigen Stadt Puerto Plata (Dominikanische Republik).

## Archäologische Funde

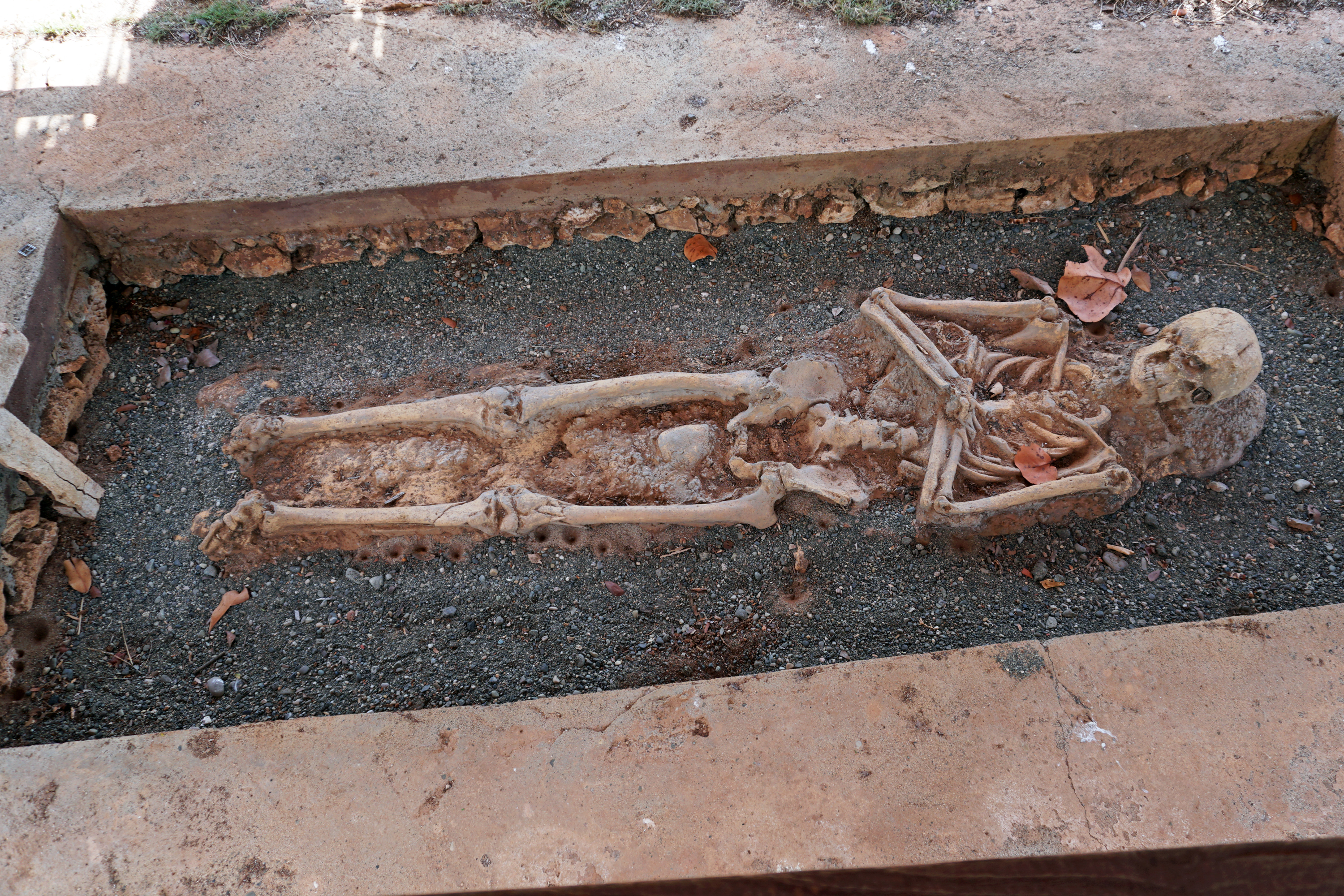
Skelett eines Spaniers auf dem Friedhof von La Isabela

In den 1990er Jahren wurden umfangreiche archäologische Untersuchungen in La Isabela vorgenommen. Dabei konnten unter anderem fünf steinerne Gebäude der ehemaligen Siedlung nachgewiesen werden, ein Lagerhaus, die Kirche, ein Wachturm, ein Pulverturm sowie das Wohnhaus von Kolumbus – und ein Skelett.